# 오발노크라슈카 통계 지방

오발노크라슈카 통계 지방의 위치

오발노크라슈카 통계 지방(슬로베니아어: Obalno-kraška statistična regija)은 슬로베니아 남서부에 위치한 통계 지방으로 최대 도시는 코페르이며 면적은 1,044km2, 인구는 112,942명(2015년 기준), 인구 밀도는 110명/km2이다.
슬로베니아령 이스트라반도와 크라스 고원 지대를 아우르는 통계 지방으로서 슬로베니아에서 유일하게 바다와 접하고 있는 통계 지방이기도 하다. 이탈리아, 크로아티아와 국경을 접하며 7개 지방 자치체가 이 지방에 속한다. 지방의 경제는 서비스업이 77.8%, 공업이 20.7%, 농업이 1.5%를 차지한다.

## 지방 자치체
- 디바차
- 흐르펠레코지나
- 이졸라
- 코멘
- 코페르
- 피란
- 세자나